# إكسابايت
الإكسابايت ويرمز له بالرمز EB, وحدة قياس سعة تخزين ذاكرة حاسوبية. وهو كلمة تتكون من مقطعين:
- إكسا وتعني كوينتليون وهو مليار مليار ويساوي 1000000000000000000 (18 صفرا).
- وبايت، الوحدة سعة تخزين ذاكرة حاسوبية.

## سعة الإكسابايت
- علمياً : 1 إكسابايت = 1018 بايت = 1000000000000000000 بايت = 1000 بيتابايت.
- ثنائياً : 1 اكسبي بايت = 260 بايت = 1,152,921,504,606,846,976 بايت = 1024 بيتابايت لاحظ الفرق بين إكسابايت و اكسبي بايت .[1]
- مليون تيرابايت = بليون جيجابايت
- العملية التي تتم بناقل (حاسوب) يستخدم 64 بيت ستعطي عناوين addresses حتى 16 اكسبي بايت في الذاكرة RAM وهي تساوي أكثر من 18000 اكسابيت .[2]

## طالع كذلك
| - بت. - بايت. - كيلوبايت. | - ميغابايت. - جيغابايت. - تيرابايت. - بيتابايت. - إكسابايت. - زيتابايت. - يوتابايت. | - ميبي بايت - جيبي بايت - تيبي بايت - بيبي بايت - اكسبي بايت |